# IMSAI VDP 80
IMSAI VDP 80 (VDP 80) је професионални рачунар, производ фирме IMSAI који је почео да се израђује у САД током 1977. године.
Користио је Intel 8085 као централни микропроцесор а RAM меморија рачунара VDP 80 је имала капацитет од 48 или 64 KB. 
Као оперативни систем кориштен је CP/M 1.4 до 2.2.

## Детаљни подаци
Детаљнији подаци о рачунару VDP 80 су дати у табели испод.
|                       |                                                                                     |
| [ 1 ]                 |                                                                                     |
| Произвођач            |                                                                                     |
| Тип                   | професионални рачунар                                                               |
| Меморија              | 48 или 64 KB                                                                        |
| Поријекло             | Сједињене Америчке Државе                                                           |
| Година                | 1977                                                                                |
| Тастатура             | Тастатура са пуним помаком тастера                                                  |
| Процесор              | 8085                                                                                |
| Фреквенција процесора | 3                                                                                   |
| RAM                   | 48 или 64 KB                                                                        |
| ROM                   | БИОС-и су били смјештени на VIO-C видео картицу и DIO-C контролер дискетне јединице |
| Текст                 | 80 x 24 (са инвертираним видеом и 256 програмибилних знакова)                       |
| Графика               | Нема                                                                                |
| Боја                  | једна боја                                                                          |
| Звук                  | непознато                                                                           |
| Димензије             | 55 (121 фунти)                                                                      |
| Портови               |                                                                                     |
| Оперативни систем     |                                                                                     |